# Cuisine uruguayenne

Drapeau de l'Uruguay.

La cuisine uruguayenne, ou gastronomie uruguayenne, est le résultat de la fusion des cuisines italienne et espagnole.
À cela s'ajoute celle des autres pays européens, la cuisine créole et, dans une moindre mesure, la cuisine amérindienne.

## Barbecue

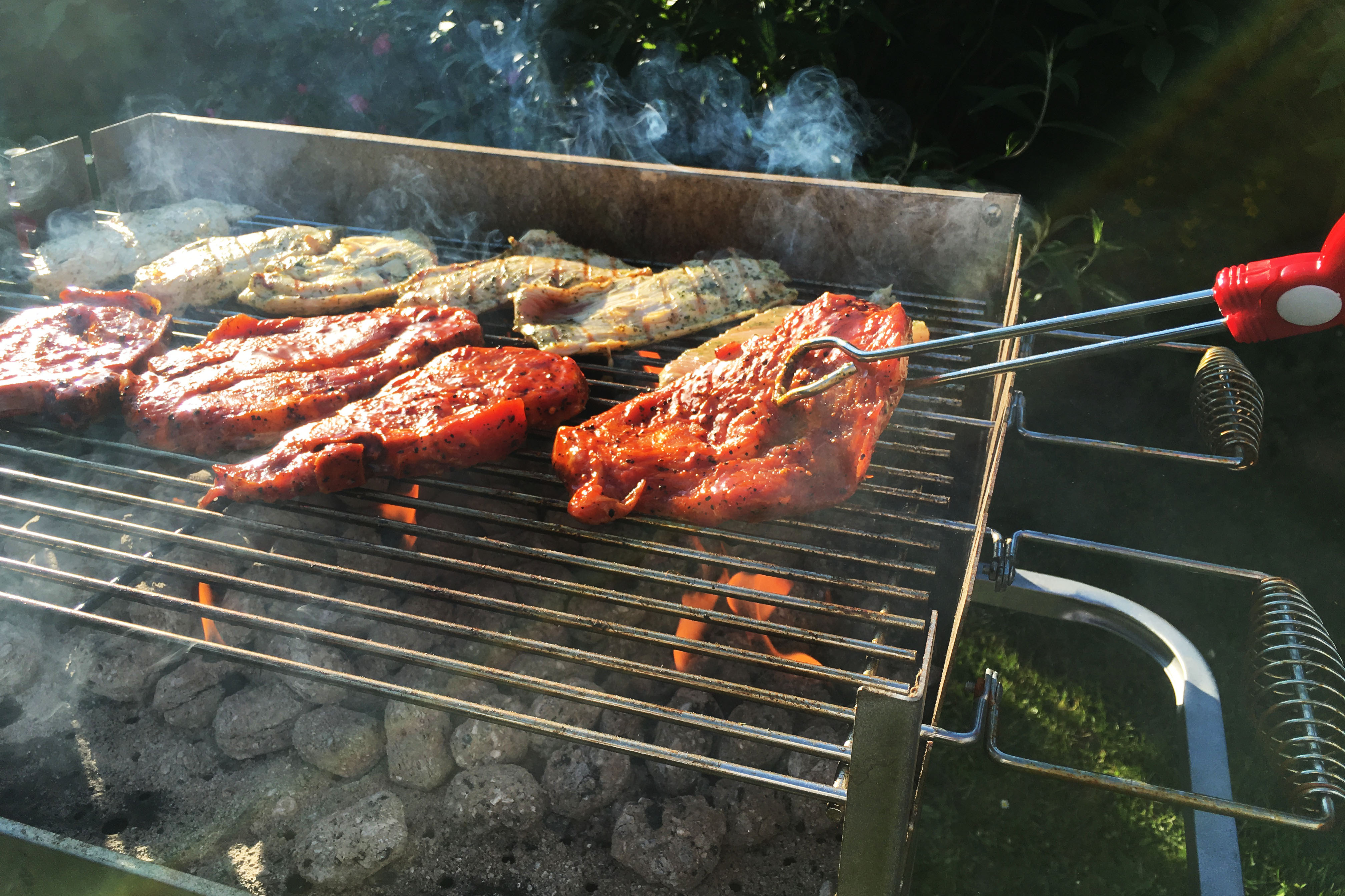
Barbecue.

La parrillada, un type de barbecue, est peut-être le plat le plus populaire. La cuisson se fait avec des braises de bois et non avec du charbon de bois, comme dans le cas du barbecue. Tant à Montevideo que dans les régions intérieures du pays, il est courant de trouver des restaurants, des bars et des centres d'alimentation où la viande constitue le menu principal. En outre, il est très courant d'organiser des réunions où suffisamment d'argent est collecté parmi les invités pour parrainer le barbecue ou contribuer à sa réalisation. En général, la consommation de viande de bœuf et de porc est beaucoup plus élevée que celle des autres animaux. Cependant, le lapin, le lièvre, le nandou, le canard, le poulet et le sanglier sont bien représentés dans les zones rurales.

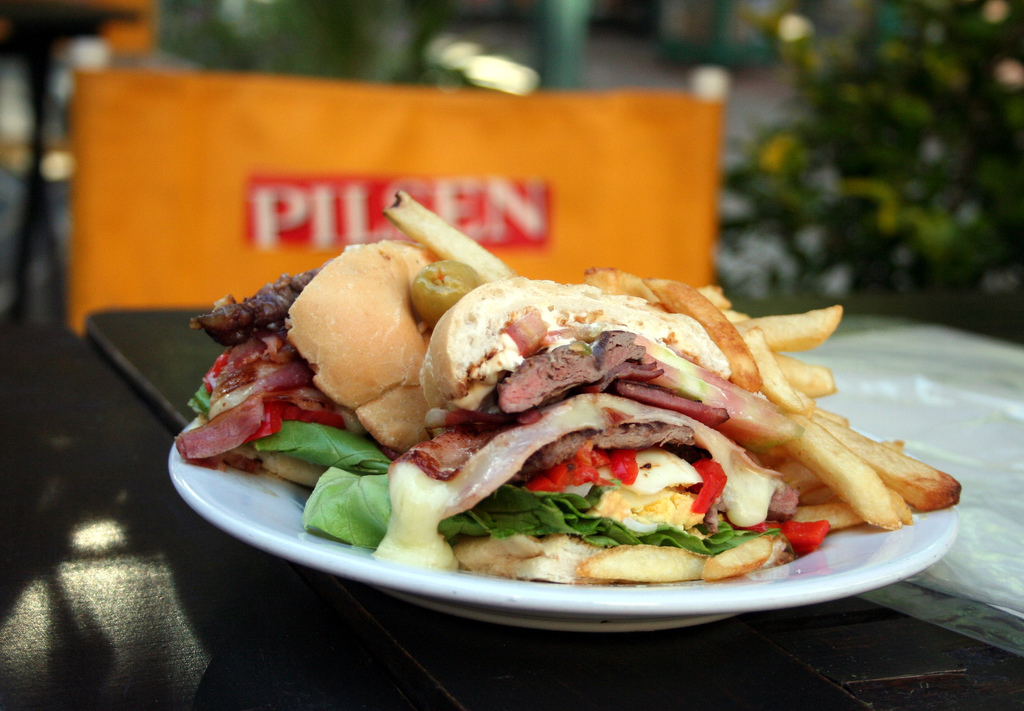
Chivito.

L'asado, le poulet grillé ou spiro, le chorizo, le boudin noir, les chinchulines, les mollejas, la tripa gorda, les chotos et la pamplona (porc ou poulet roulé, farci de fromage, de jambon, de poivre, d'olives ou de raisins secs) sont encore les plats préférés de plus de la moitié de la population. Parmi les autres plats, citons le churrasco, les hamburgers (généralement à base de bœuf) et le plat national classique, le chivito, une sorte de sandwich. 